# Nicothoe
Nicothoe är ett släkte av kräftdjur som beskrevs av Jean Victor Audouin och Milne-Edwards 1826. Nicothoe ingår i familjen Nicothoidae.
Släktet ansågs tidigare bara innehålla arten Nicothoe astaci, då andra arter förmodades ha dött ut under eocen. 1976 upptäcktes dock Nicothoe tumulosa.